# آرون جونز (بازیکن فوتبال، زاده ۱۹۹۴)
آرون جونز (انگلیسی: Aaron Jones؛ زادهٔ ۱۲ مارس ۱۹۹۴) بازیکن فوتبال اهل بریتانیا است.